# World Dwarf Games 2023

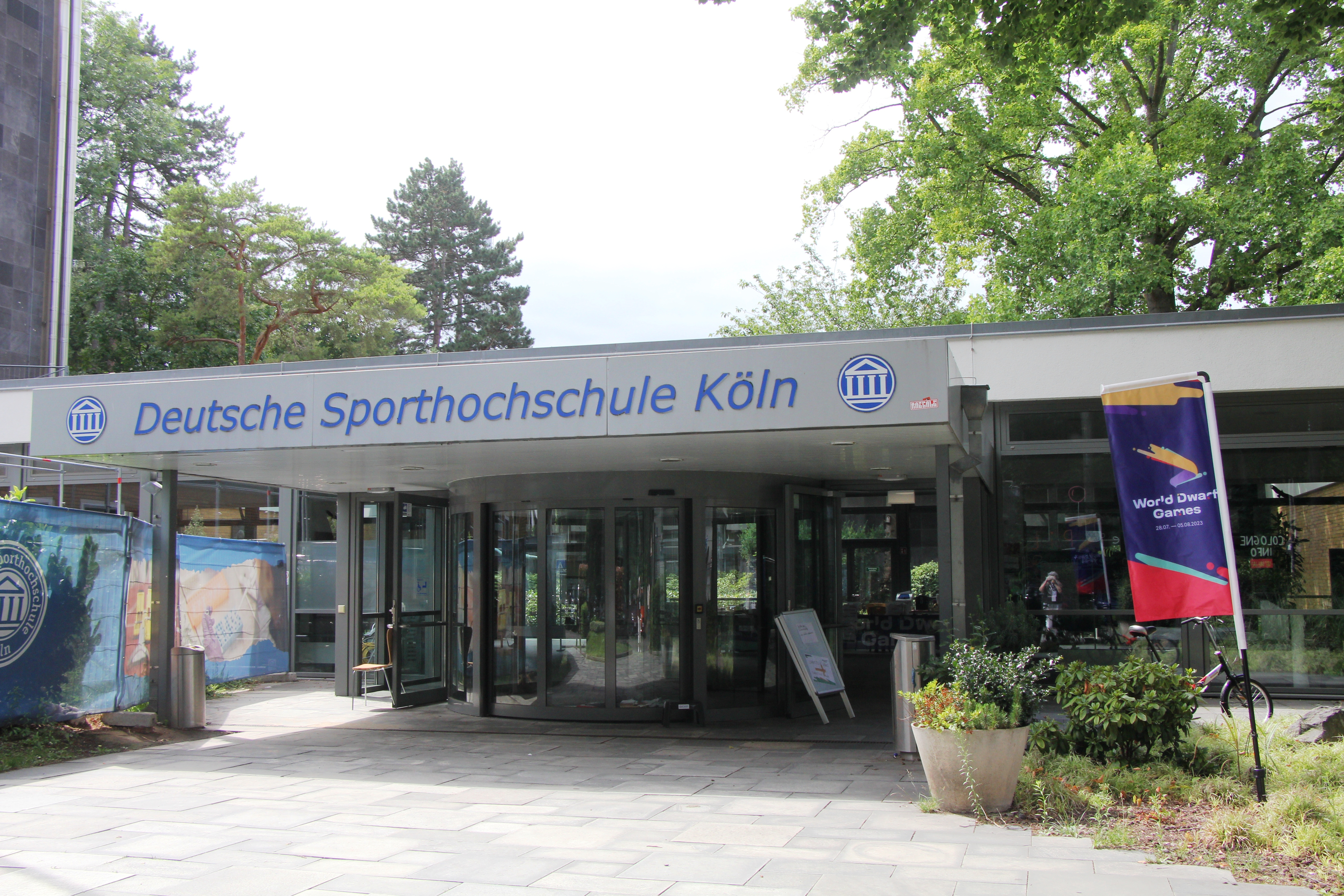
Die World Dwarf Games 2023 fanden mit der Unterstützung und auf dem Gelände der Deutschen Sporthochschule statt

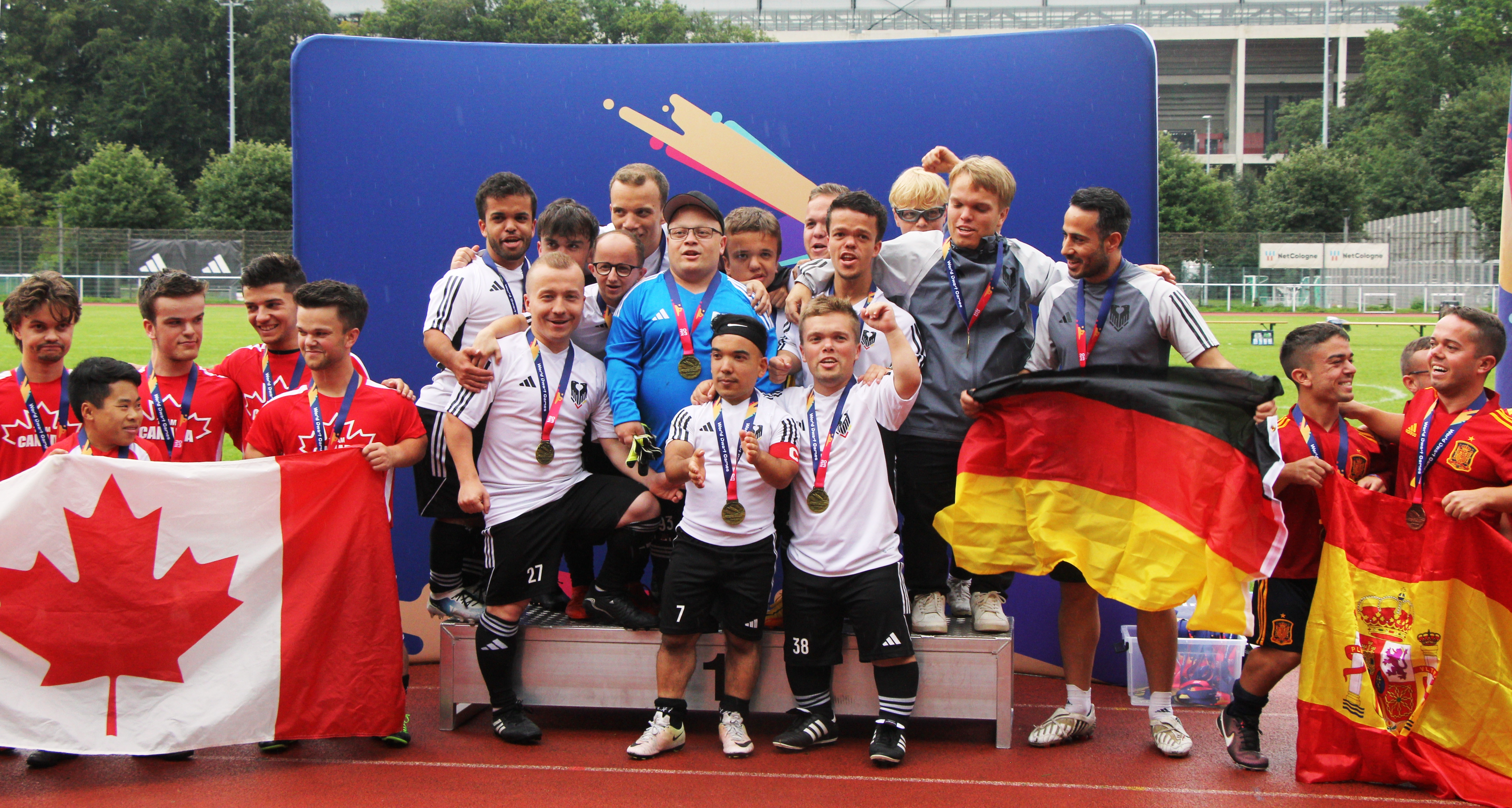
Die deutsche Fußballnationalmannschaft der Männer errang den Weltmeistertitel, vor Kanada und Spanien

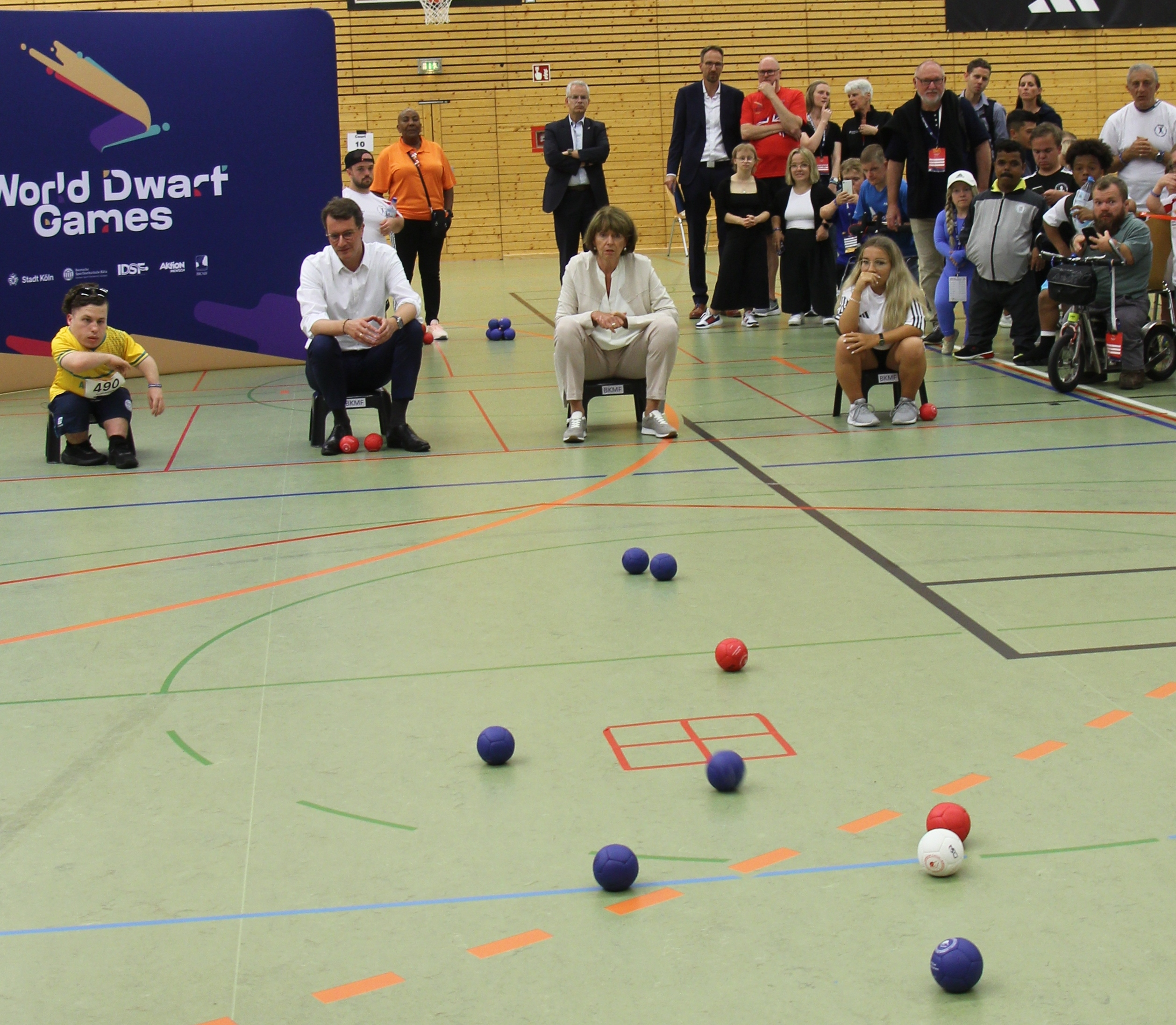
Die Kölner Oberbürgermeisterin Reker und Nordrhein-Westfalens Ministerpräsident Wüst bestritten ein Boccia-Spiel mit kleinwüchsigen Partnern

Die 8. World Dwarf Games (englisch; deutsch Welt-Kleinwuchsspiele) (WDG) fanden vom 28. Juli bis 5. August 2023 in Köln statt. Damit wurde diese Multi-Sportveranstaltung für kleinwüchsige Menschen erstmals in Deutschland ausgetragen. Sie ist das größte und wichtigste Sportereignis für kleinwüchsige Menschen.
Bei den WDG 2023 in Köln standen die Sportarten Fußball, Basketball, Leichtathletik, Volleyball, Schwimmen, Bogenschießen, Tischtennis, Badminton, Bankdrücken und Boccia auf dem Programm.
Die Spiele in Köln wurden auf dem Campus der Deutschen Sporthochschule, im Sportpark Müngersdorf sowie auf dem Gelände des Kölner Klubs für Bogensport ausgetragen. Einzige Teilnahme-Voraussetzung war, dass die Sportler kleinwüchsig (bis 1,50 Meter) sind. Insgesamt gingen 511 Athleten aus 25 Ländern an den Start, darunter 392 Erwachsene (239 männlich, 153 weiblich) und 119 Kinder und Jugendliche. Damit nahmen an dieser Austragung die bisher meisten Sportlerinnen und Sportler aus den bislang meisten Nationen teil: Von Afrika (Kenia und Marokko) bis Ozeanien (Australien und Neuseeland), von Asien (Indien, Irak, Malaysia, Sri Lanka, Thailand) bis Nordamerika (Kanada und USA) und aus 16 europäischen Ländern. Die älteste Teilnehmerin war eine 74-jährige Französin, die jüngste eine Zweijährige. Die meisten Teilnehmenden kamen aus dem Breitensport, einige aus dem Leistungssport, unter ihnen als Profisportler der deutsche Kugelstoßer Yannis Fischer.
Veranstaltende Organisation war der Bundesverband Kleinwüchsige Menschen und ihre Familien e. V. (BKMF) mit etwa 3500 Mitgliedern und Sitz in Bremen, der seit 1988 die Interessen von Menschen mit Wachstumsstörungen vertritt. Hunderte Ehrenamtler halfen beim Ablauf der Veranstaltung, finanzielle Unterstützung erhielt sie von der Aktion Mensch und kleineren Organisationen.

## Galerie

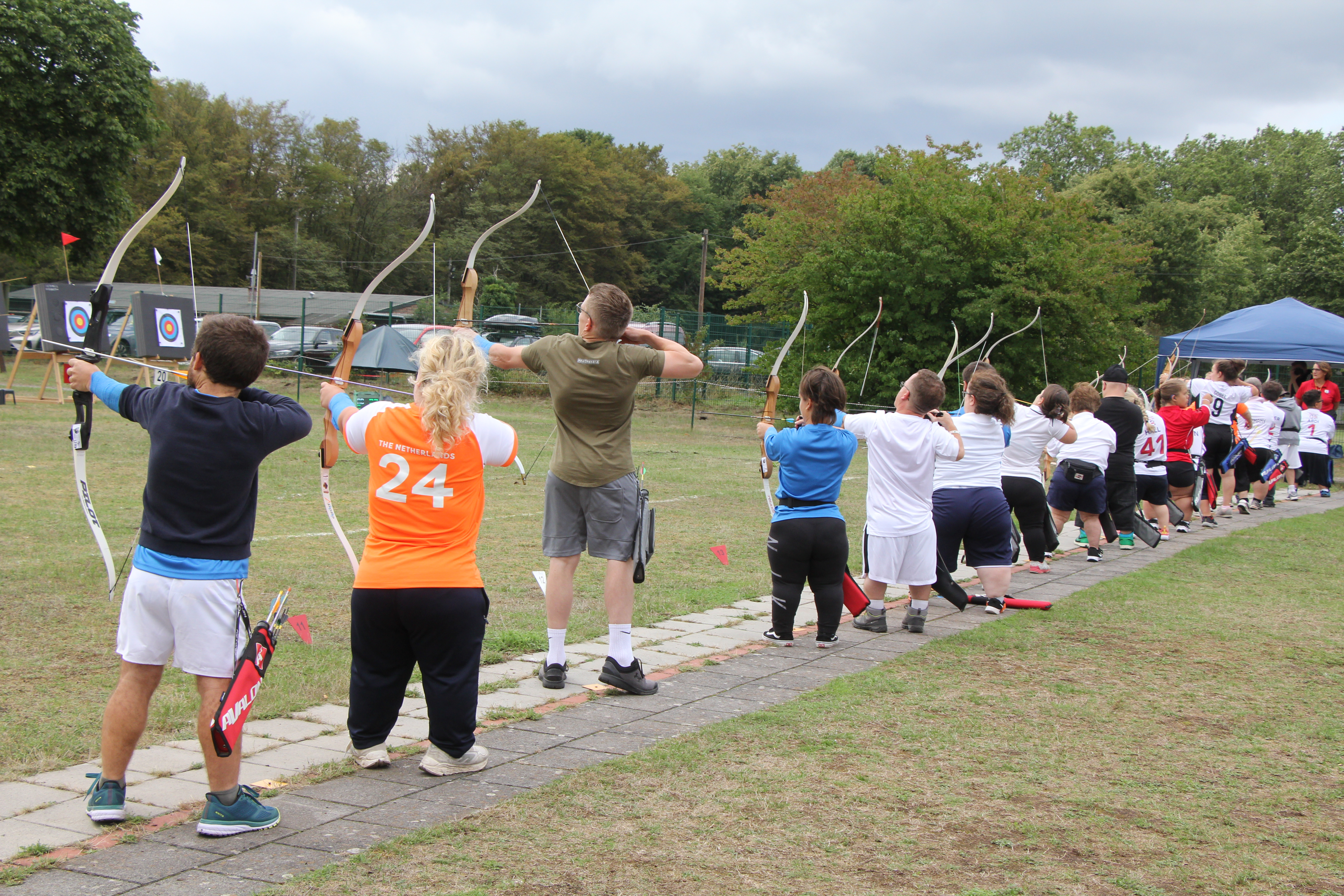
Bogensport
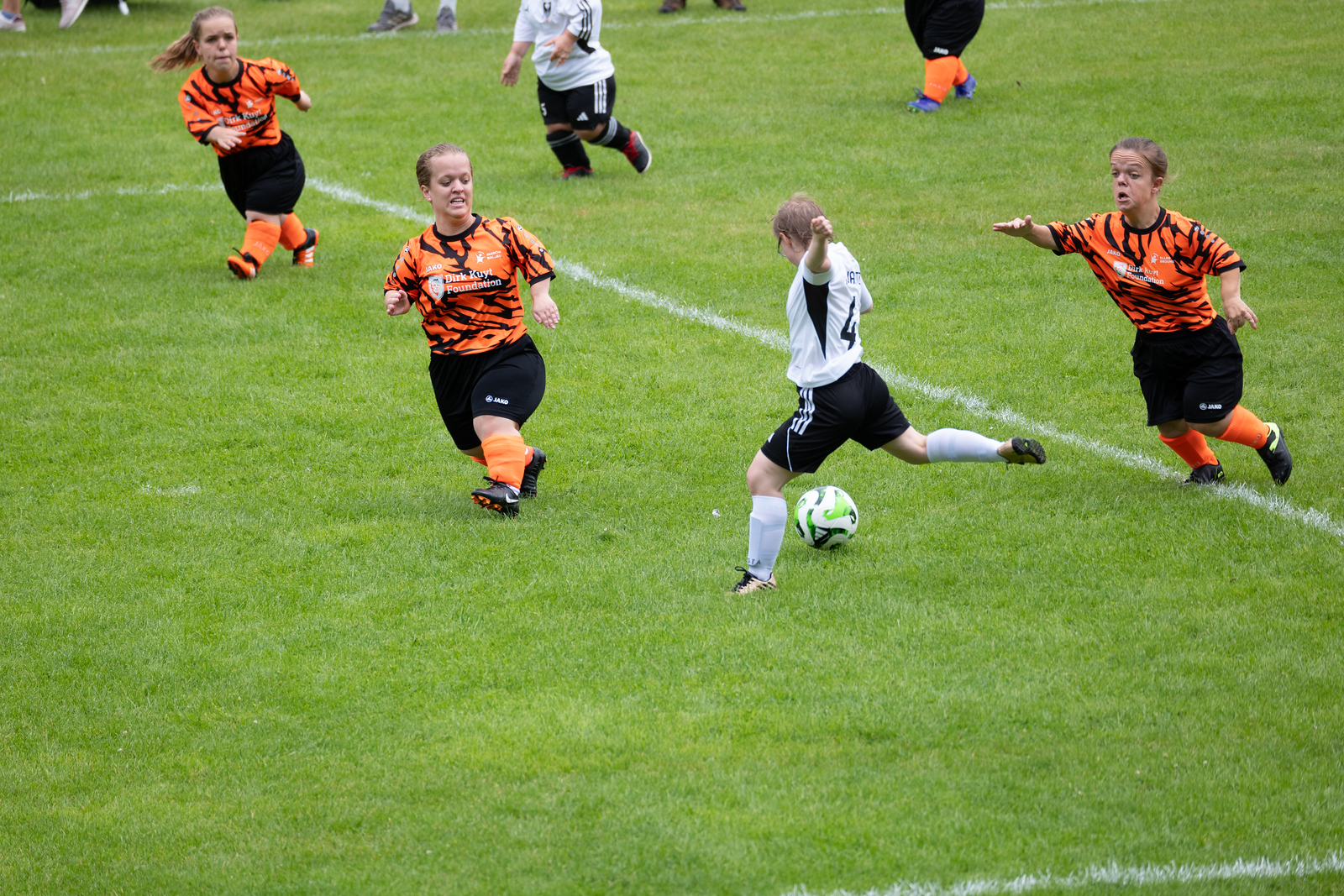
Fußball der Frauen
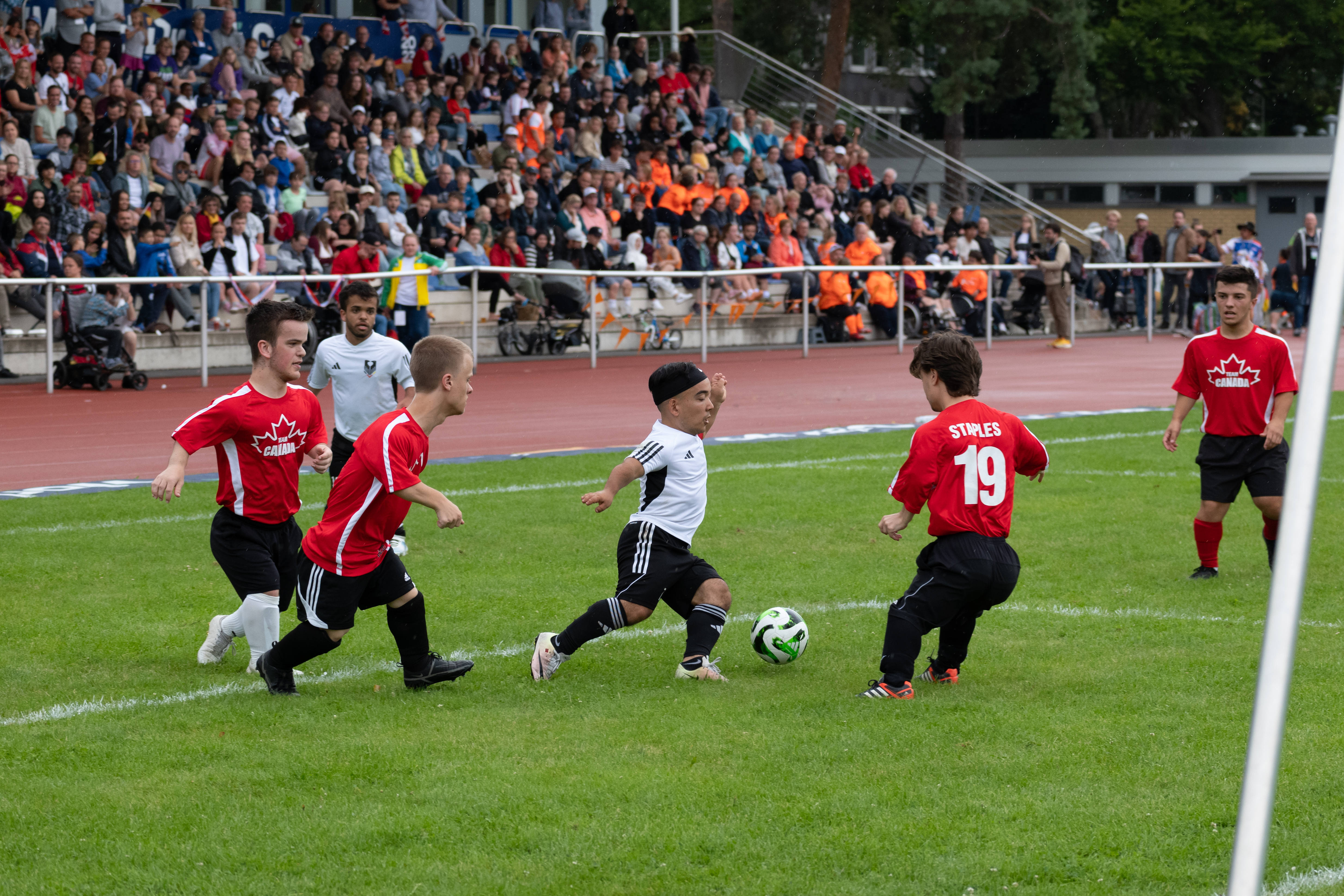
Fußball der Männer
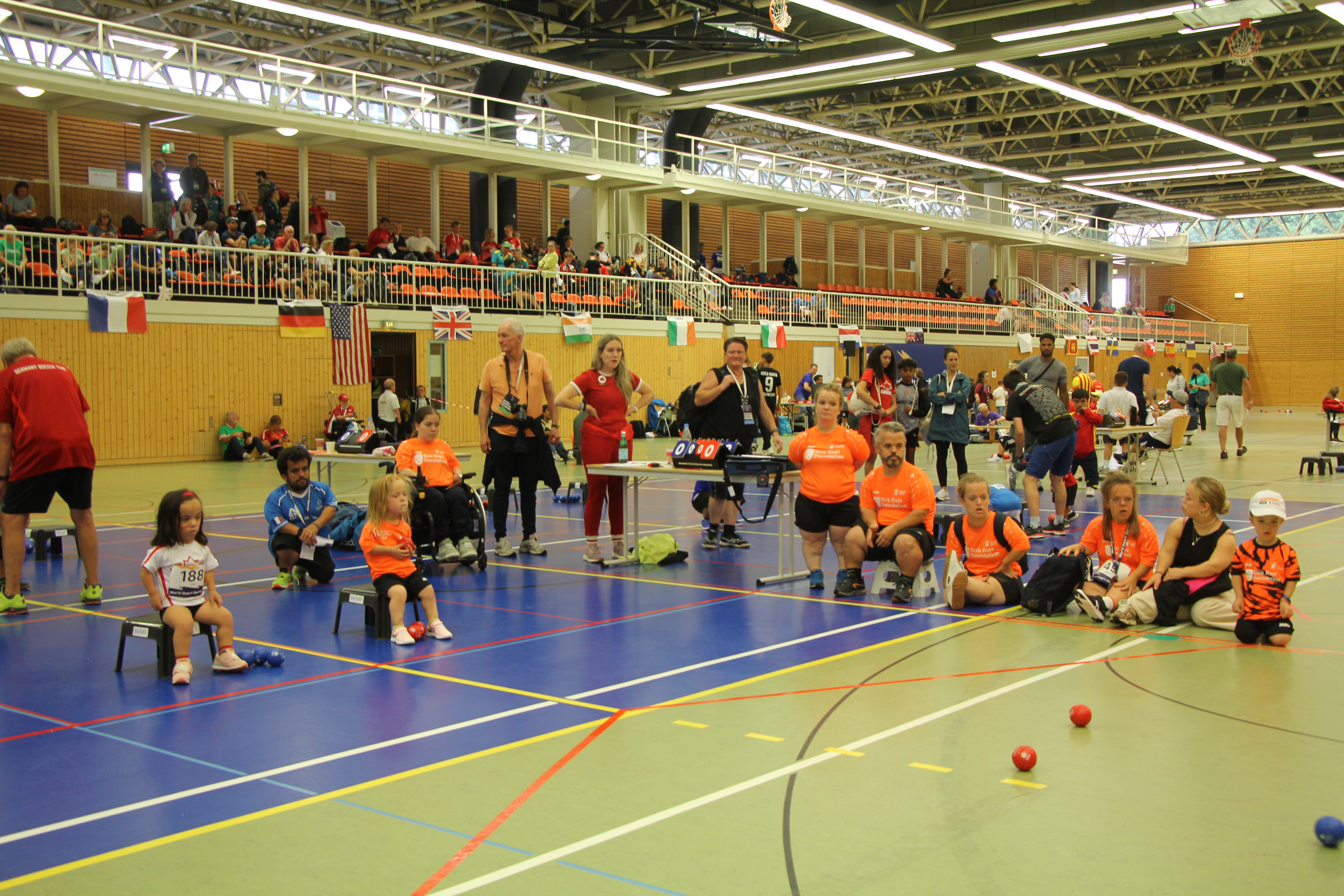
Boccia
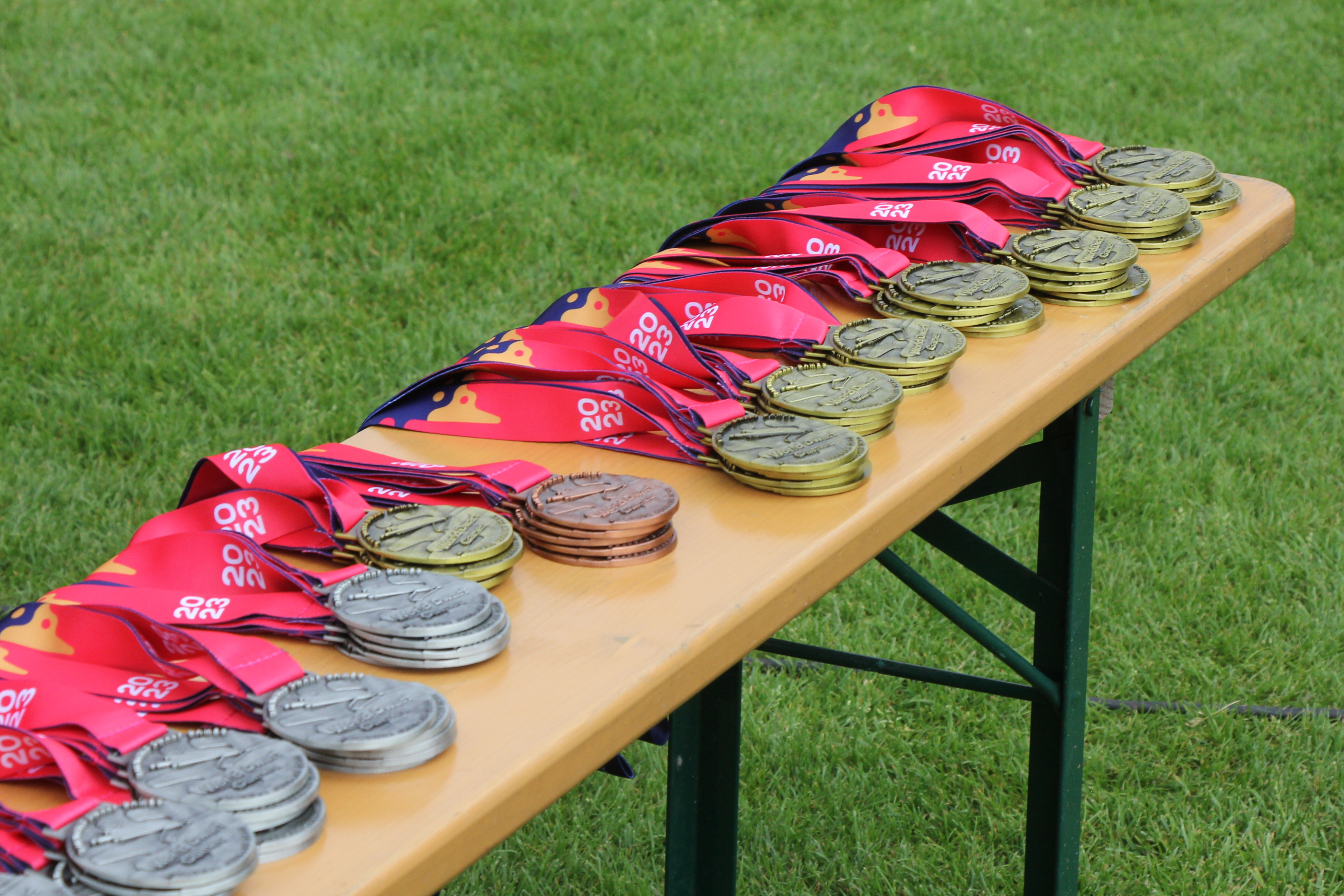
Medaillen
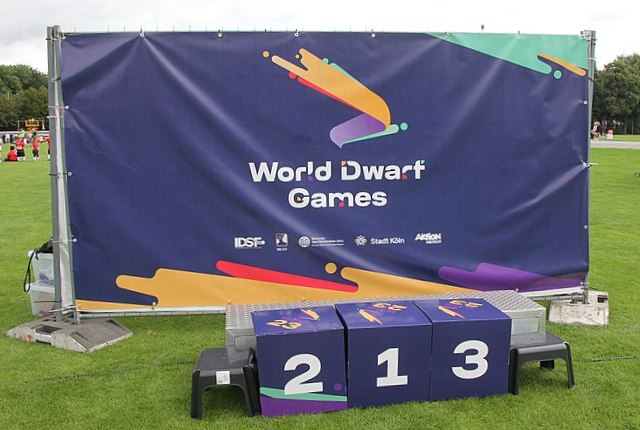
Siegerpodest
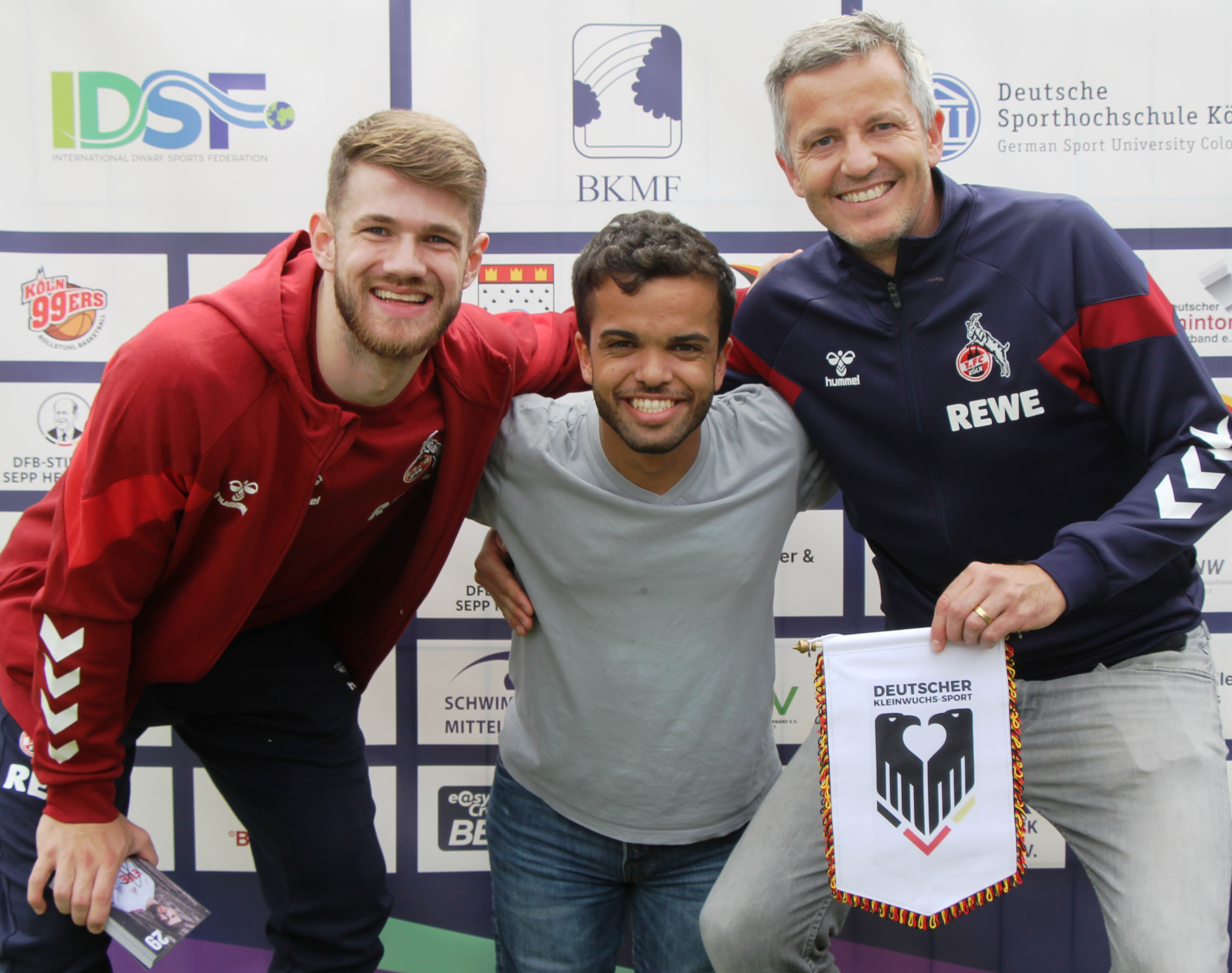
Besuch von Vertretern des 1. FC Köln (von links: Jan Thielmann, Marib Aldoais, Philipp Türoff)